# Akori perly

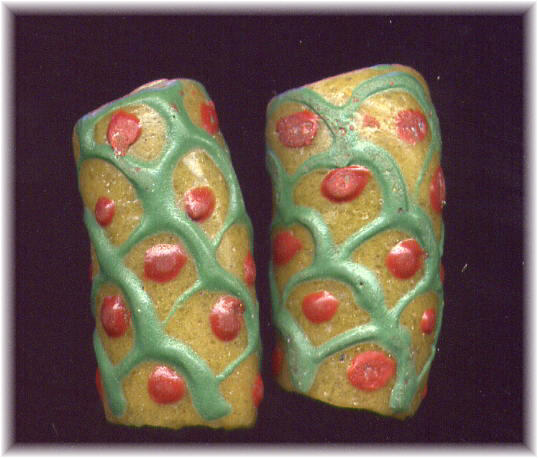
Perly Krobo, Ghana

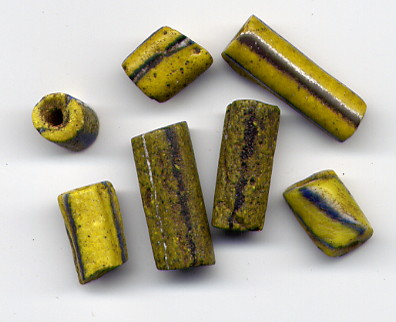
Perly Aggry, Ghana

Aggry korálky (také aggri korálky nebo aggrey korálky či Akori perly) jsou typem zdobených korálků či známých také pod názvem perly mají nejasný původ. Používají se v západní Africe, zejména v Ghaně jako ozdoby v náhrdelnících, náramcích a jiných špercích. Aggry korálky se také nazývají Koli, Cori, Kor, Segi, Accori nebo Ekeur. Často se používaly k léčebným účelům, protože lidé věřili v jejich magickou moc. Korálky byly v západní Africe používány také jako platidlo. Jako první sbírali tyto korálky Evropané v 15. století.

## Vzhled a možný původ
Jejich původ je nejasný. V závislosti na různých zdrojích mohly být korálky vyrobeny ze skla, korálu nebo kamene a byly obvykle modré. Je možné, že původní korálky Aggry pocházely od Féničanů, kteří je používali jako platidlo při obchodování na svých cestách podél pobřeží Evropy, Asie a Afriky Korálky či také perly Aggry byly velmi cenným platidlem na západoafrickém pobřeží a byly užívány jako měna při obchodování mezi bělochy a domorodými kmeny ať už se jednalo o zlato, slonovinu či otroky. Téměř všichni Evropané, kteří zanechali historické zprávy o uzavírání obchodu na těchto částech pobřeží, zmiňují tyto perly. U místních obyvatel byly velmi oblíbené. Vše co ztělesňovalo hodnotu v předkoloniální Africe bylo možno přepočítat na cenu korálků. Portugalci uvádějí, že na své obchodní stanici založené v roce 1487 v Gwato, hlavním přístavu staré Beninské říše, převážně obchodují s bavlnou, kůžemi a perlami Akori. Akorijské perly byly mimo jiné vysoce ceněny na Zlatém pobřeží (dnešní Ghana) a byly zde proto velmi drahé. Z pohledu evropského klenotnického průmyslu však Portugalci nepovažovali Akori perly za dostatečně krásné aby se vyplatilo dovážet je do Evropy ve velkém. Krom toho se s nimi dalo mnohem lépe obchodovat v západní Africe. Proto se perly nakupovaly hlavně v Beninu a znovu se prodávaly v Ghaně, bývalém Zlatém pobřeží.

## Vzhled
Korálky mají povětšinou podlouhlý válcovitý tvar s oválným průřezem, mívají zhruba tloušťku malíčku a délku jednoho článku prstu. Podélně je korálek provrtán, povrch je většinou umně zdoben ornamentem. Říká se, že korálky existují od starověku. Jsou zdobeny mozaikou z želvoviny nebo jiného materiálu, a to pomocí techniky, která je jinak známá pouze ze starého Egypta. Römer se zmiňuje o tom, že kolem roku 1760 byly korálky známy ve čtyřech až pěti barvách: červené, zelené, modré, žluté a bílé a byly zdobeny buď tečkami či proužky. 

## Materiál
Perly známé jako Akori vždy představovaly pro Evropany velké tajemství, zejména pokud jde o materiál, z něhož jsou vyrobeny, a také tajemství jejich původu. I dnes se názory na materiál a původ korálků liší.
Všichni však souhlasí, že materiálem nejsou skořápky mořských korálů. Porovnání se skutečným korálem ukázalo, že materiál Akori korálků je mnohem tvrdší a má jemnější strukturu. Připomíná spíše sklo nebo keramiku nebo porcelán než vápenec ve formě aragonitu, z něhož jsou obvykle skořápky korálů tvořeny.

## Názory na původ
Názory o původu korálků či perel je možné sloučit do tří hlavních směrů. Jedna teorie upřednostňuje organický původ, druhá původ anorganický. Vedle těchto dvou názorů existuje také teorie o asijském původu korálků.

### Teorie organického původu
Zastánci „organické teorie“ berou jako výchozí bod pro svou teorii vztah mezi korálky Akori a Kauri. Obě slova mohou označovat stejné korálky, protože v minulosti se používaly také názvy jako Cory, Aigri, Agrie, Aggrey atd. Z dnešního pohledu není zcela jasné, zda tyto pravopisné varianty skutečně znamenaly pouze mušle mořských měkkýšů zvaných kauri, používaných jako platidlo nebo i perly Akori, zejména proto, že mezi nimi je jasný rozdíl. S výjimkou Kanárských ostrovů v Atlantiku jsou na Seychelách v Indickém oceánu pouze drobné ulitky měkkýšů kauri. Materiál ulitek těchto měkkýšů je však zcela odlišný od materiálu Akori perel. Je ovšem také možné, že jde o ulitky nějakých jiných drobných plžů žijící v moři a informace byla v průběhu času bohužel ztracena. Raymond Mauny má podezření, že materiál by mohl pocházet z Allopora subviolacea, ovšem jejich ulitka je modrofialová.

### Teorie o anorganickém původu
Někteří zastánci „anorganické teorie“ uvažují o tom, že perly Akori jsou skleněné perly středomořského, možná benátského původu, které si předkové dnešních obyvatel na Zlaté pobřeží kdysi přivezli ze starověkého Království Gana, kde představovaly jakýsi druh zboží, ne-li jeho ekvivalent v transsaharském obchodu se zlatem. Někteří dokonce mluví o kartaginském původu, kde však průmyslová výroba, pokud vůbec existovala, s pádem Kartága zanikla. Jiní autoři naopak obrací svou pozornost na starodávnou Indii nebo Čínu jako místo původu uměle vyrobeného materiálu. Bez ohledu na to, zda korálky jsou přírodního nebo umělého původu, lze předpokládat, že ekvivalent perly Akori mohl sloužit jako náhrada ekvivalentu skořápky kauri nebo naopak. Není jasné, zda Kauri nahrazovalo Akori či naopak, což může také záviset na předpokladu přírodního nebo umělého původu perel Akori. Obě jména, Akori a Kauri, mohou být jazykovým pozůstatkem názvu starověké měny v indické pobřežní oblasti, kdy perly Akori či mušle Kauri sloužily jako součást či náhražka jiných platidel. Navíc se zdá, že asijský region je pravděpodobnějším místem původu než Benátky nebo Kartágo. Na druhou stranu není možno podceňovat starý transsaharský obchod mezi severní Afrikou, Indií a Čínou, spojení, které skončilo islámským dobytím severní Afriky, nejpozději však pádem Konstantinopole v roce 1453.

### Teorie asijského původu
V legendě o Kisrovi se uvádí, že perly přinesli Jorubové, které s sebou do Afriky přivedla královna Akoris, když byl její lid nucen odejít z Arabského poloostrova v době raných islámských výbojů. Jako důvod se uvádí, že některé perly Akori mají červenou barvu, což je jeden z odznaků staré předislámské arabské královské důstojnosti a podle tradice je kdysi vlastnil Oduduwa. Oduduwa byl podle legend zakladatel Ile-Ife, města v jihozápadní Nigerii. Oduduwa, jehož původ je záhadou, byl prvním králem král Ile-Ife. Legenda dále říká, že Oduduwa uprchl z Mekky. Po jeho smrti se vlády ujal jeho nejmladší syn Oranmiyan, který byl také prvním králem v Beninu.
Jeho vnuk Olu-Popo rozdělil říši mezi svá vnoučata. Provincie Popo, později pojmenovaná Olu-Popo, byla nejzápadnější vnější provincií království Oyo s hlavním městem Kétou, dnešní Benin. Později Yorubové přešli řeku Ouémé a osídlili nové oblasti východně od řeky Mono a založili město Tado, které se stalo novým sídlem krále Popa.
O osudu královských perel, které si Yorubové s sebou přivezli ale není oficiálně známo nic.

## Produkční centra v západní Africe
V předkoloniální západní Africe existovala nejméně dvě centra, ve kterých se vyvinul průmysl specializující se na výrobu perel Akori: ve vnitrozemí východního Zlatého pobřeží a v Beninském zálivu. Pravděpodobně existovalo více takových výrobních center, protože perly Akori byly dobře známé daleko za těmito oblastmi, jako například v království Mani-Kongo nebo v oblastech dnešního Kamerunu. Další centra výroby korálků Zlatém pobřeží byla i ve vnitrozemí Akkry a v historickém království Akwamu. Zhruba 60 kusů perel Akori bylo nalezeno na jednom místě na Zlatém pobřeží, takže je možné, že se jedná o hrobovou výbavu z hrobů z dávných dob, což potvrzovaly i místní obyvatelé. Další centrum perlového průmyslu existovalo v Ilorinu v dnešní Nigérii. S ohledem na levné perly (skleněné perly) evropského původu, které do Nigérie putovaly hlavně přes transsaharský obchod, zde toto řemeslo zaniklo.
Nejdůležitějším místem produkce perel Akori v západní Africe je Sé, v podoblasti Achiémé v regionu, kterým vede dnešní hranice mezi Togem a Beninem. Další naleziště je poblíž Ouessé v dnešním Beninu v oblasti kolem Savé. I zde se pravděpodobně jedná o prastaré pohřebiště. Bylo zde nalezeno „jen několik perel Akori“. Totéž platí pro blízké naleziště ve stejné oblasti poblíž Gogoro. Starodávné džbány obsahující Akori korálky byly také nalezeny poblíž Ilé-Tchin a Idigny na severu regionu Kétou. Vykopávky byly také zahájeny v roce 1941 pod vedením Jacquese Bertha poblíž města Grand-Popo. Byly zde vykopány korálky Akori stejně tak jako poblíž Soso-Egbé, asi 2 km severozápadně od Comé v dnešním Beninu. Leo Frobenius našel kolem roku 1910 ve městě Ile-Ife fragmenty, které byly interpretovány jako tavicí kotlík na výrobu těchto perel, za předpokladu, že perly Akori byly anorganického původu. Na území dnešního Pobřeží slonoviny v roce 1900 Maurice Delafosse poukázal na četné hrobky, které se nacházejí na hoře Afré-Boka (jiný název: Ouoryé-Boka) poblíž Guiangomenou, asi 30 km severně od Toumodi. V těchto hrobkách, které Delafosse popsal jako egyptské nebo fénické, byly nalezeny četné zeleno-modré kameny Akori (pierres d'aigris). Hora byla proto Francouzi také nazývána Perlová Hora (Montagne des perles).

## Etymologie
Pokud jde o etymologii slova „Akori“, název by snad mohl být odvozen od starého slova „Al-Gorr“, což znamená něco jako „božský kámen“. „L“znamená ve starověké kanaánštině:„ božský “(srov. arabské „Alláh “)“.